# Ismael Borrero
Ismael Borrero Molina (Santiago de Cuba, 1992. január 6. –) kétszeres világbajnok kubai kötöttfogású birkózó. A 2016. évi nyári olimpiai játékokon aranyérmet szerzett 59 kg-ban. 2014-ben és 2018-ban a Közép-Amerikai és Karibi Játékok aranyérmet szerzett 59, illetve 67 kg-os súlycsoportban.

## Sportpályafutása
A 2019-es birkózó-világbajnokságon a 67 kg-osok súlycsoportjában megrendezett döntő során az orosz Artyom Olegovics Szurkov volt ellenfele, akit 3–1-re legyőzött.